# Salmuth (Adelsgeschlecht)

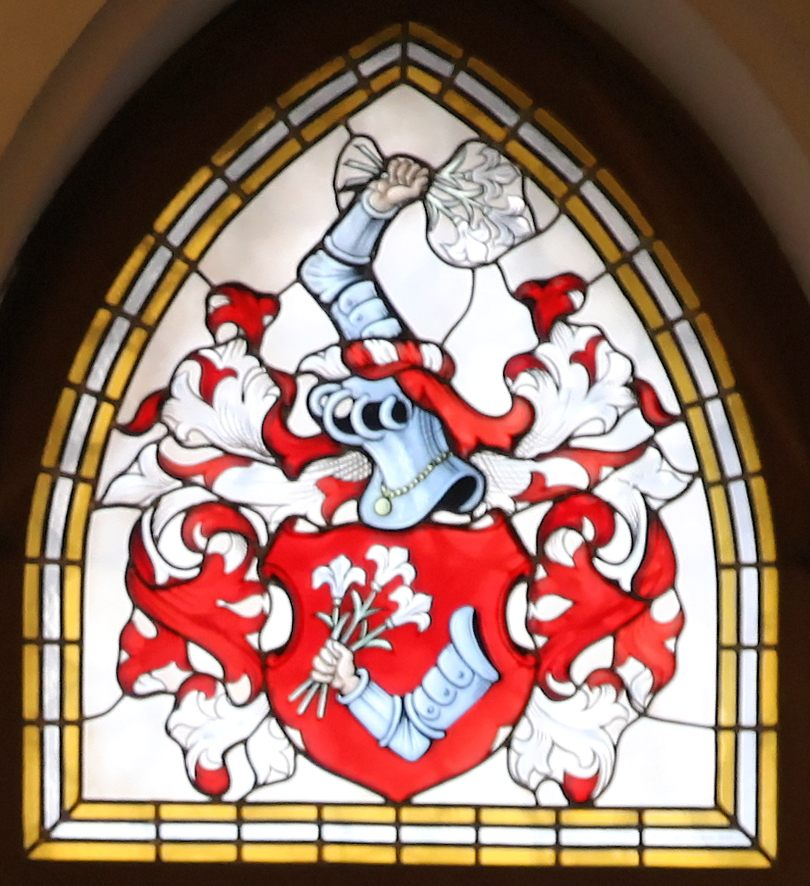
Stammwappen derer von Salmuth 1530 (Thomaskirche Leipzig)

Salmuth ist der Name eines mehrfach nobilitierten deutschen Geschlechts mit historischer Verbreitung in der Oberpfalz und im heutigen Sachsen-Anhalt. Familienmitglieder zweier Linien führen seit 1818 bis heute die historisch begründeten Namen „Freiherr von Salmuth“ und "von Salmuth".

## Geschichte
Der erste bekannte Namensträger war der 1530 kaiserlich mit Wappen und Lehenartikel bedachte Sebastian Salmuth († 1554), damaliger Bürgermeister von Schweinfurt. Er war Stiefvater des lutherischen Theologen Heinrich Beringer genannt Salmuth († 1576), einem Sohn des Patriziers Georg (von) Beringer und Enkel des Heinrich (Heinz) Beringer, der Ende des 15. Jahrhunderts Ratsherr in Schweinfurt war. Dessen Nachfahren verbreiteten sich in die Pfalz und nach Mitteldeutschland. Mitglieder der Gelehrtenfamilie Salmuth waren vor allem Theologen, Mediziner und Juristen, und bekleideten über Generationen angesehene Ämter sowohl in den anhaltinischen Fürstentümern als auch in Preußen. Militärpersonen traten zuerst vereinzelt im erloschenen pfälzischen Zweig, jedoch später häufiger in allen Zweigen der Familie auf. Ab 1694 wurden Namensträger der Familie mehrmals erblich nobilitiert. Der unter anderem vom hochrangig beamteten Dessauer Zweig der traditionsreichen Ascherslebener Patrizierfamilie Müller abstammende, herzoglich anhalt-bernburgische Geheimrat und Regierungspräsident Salmuth († 1827) wurde wegen seiner Verdienste um die deutschen Staaten, insbesondere um Anhalt, mit Diplom vom 23. April 1818 von Kaiser Franz I. von Österreich in den erbländisch-österreichischen Freiherrenstand erhoben. Ebenso gelangten Nachfahren des anhalt-köthenschen Kammerrates Johann Georg Heinrich Salmuth nach preußischer Nobilitierung 1894 in den Freiherrenstand. Der anhaltische Zweig besteht in diesen zwei Linien bis in die Gegenwart fort.

## Wappen
Stammwappen

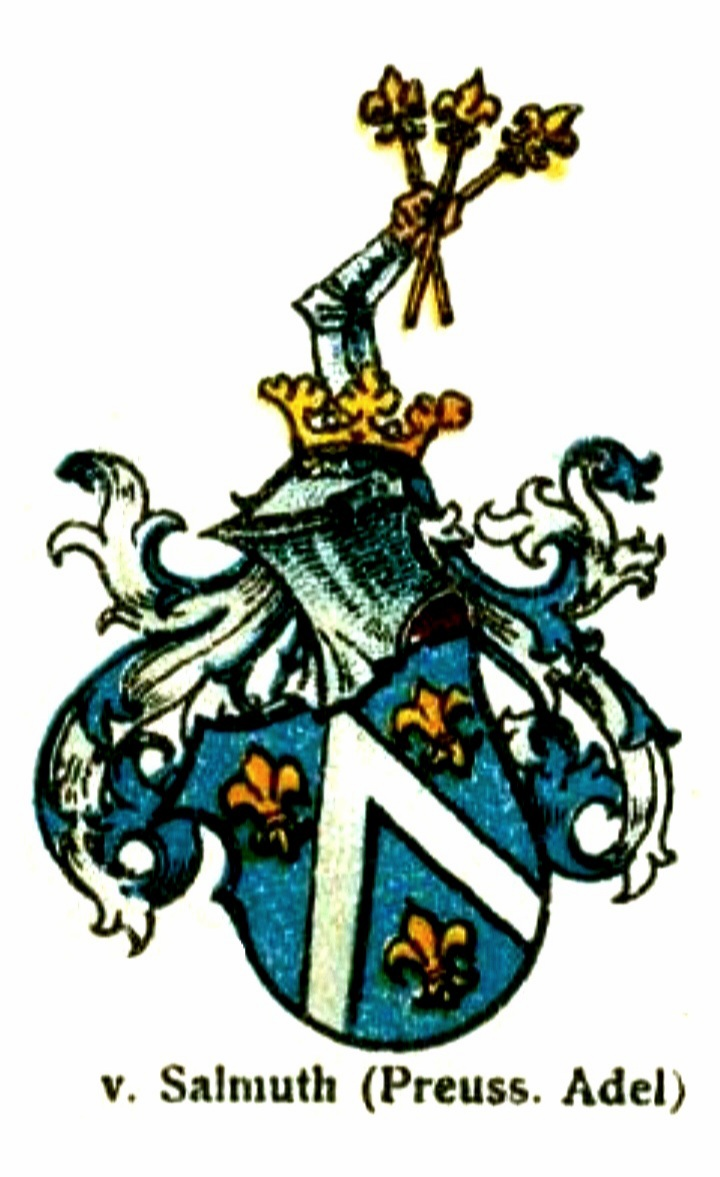
Sparren-Wappen von 1894

Das am 1. September 1530 von Kaiser Karl V. an Sebastian Salmuth verliehene Stammwappen, das auch im Bildnis des Heinrich Salmuth († 1660 in Stade) und in Kirchenfenstern der Leipziger Thomaskirche zu finden ist, zeigt im roten Schild einen geharnischten Arm, in der Hand drei weiße Lilien an ihren Stängeln haltend. Auf dem bewulsteten Helm mit Helmdecken findet sich ebenfalls ein geharnischter Arm mit drei Lilien.
Wappen von 1694
Das am 23. Juli 1694 mit Verleihung des rittermäßigen Adelsstands für das Reich und die Erblande und der Lehenbesitzfähigkeit kaiserlich bestätigte Wappen zeigt hingegen im roten Schild einen silbernen Sparren, begleitet von drei Lilien (2,1). Auf dem Helm mit Helmdecken ein geharnischter Arm mit drei Lilien.
Wappen von 1894
Dieses Sparren-Wappen wurde bei der Nobilitierung am 3. Januar 1894 mit veränderter Tingierung erneut verwendet. Das für Friedrich Ernst Werner Anton Salmuth, königlich preußischen Hauptmann und Kompaniechef im magdeburgischen Inf.-Regiment Nr. 27, verliehene preußische Adelswappen hat folgende Blasonierung: in Blau ein von drei (2, 1) goldenen Lilien begleiteter silberner Sparren. Auf dem gekrönten Helm, mit blau-goldenen Helmdecken, ein wachsender geharnischter Arm, der in der bloßen Faust 3 goldene Lilien an ihren Stängeln emporhält
Freiherrliches Wappen
Das am 23. April 1818 verliehene freiherrliche Wappen ähnelte dem Stammwappen von 1530, aber war neu entworfen und reichlich vermehrt: In Blau ein aus natürlichen Wolken am linken Schildesrand hervorgehender, gekrümmter geharnischten Arm mit drei goldenen Gartenlilien am grünen Stängel in der Faust. Auf dem Schild eine Freiherrenkrone und drei gekrönte Helme mit blau-goldenen Decken. Auf dem rechten drei (gold-blau-gold) Straußenfedern, auf dem mittleren der Arm mit den Lilien, auf dem linken drei (blau-gold-blau) Straußenfedern als Helmzier.

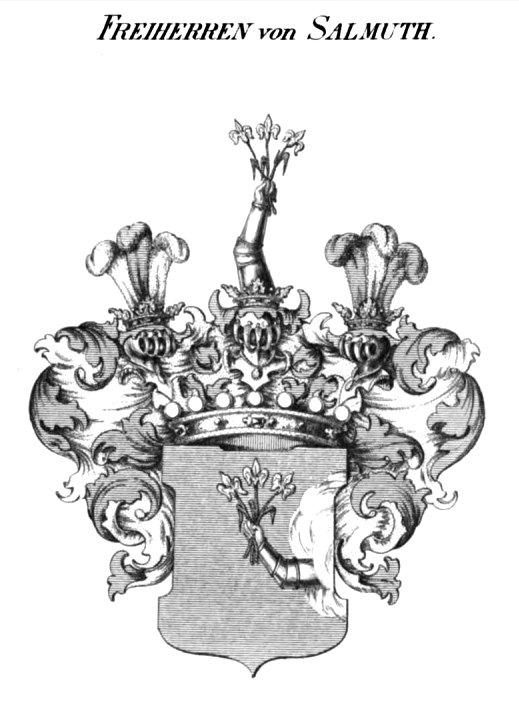
Wappen der Freiherren Salmuth
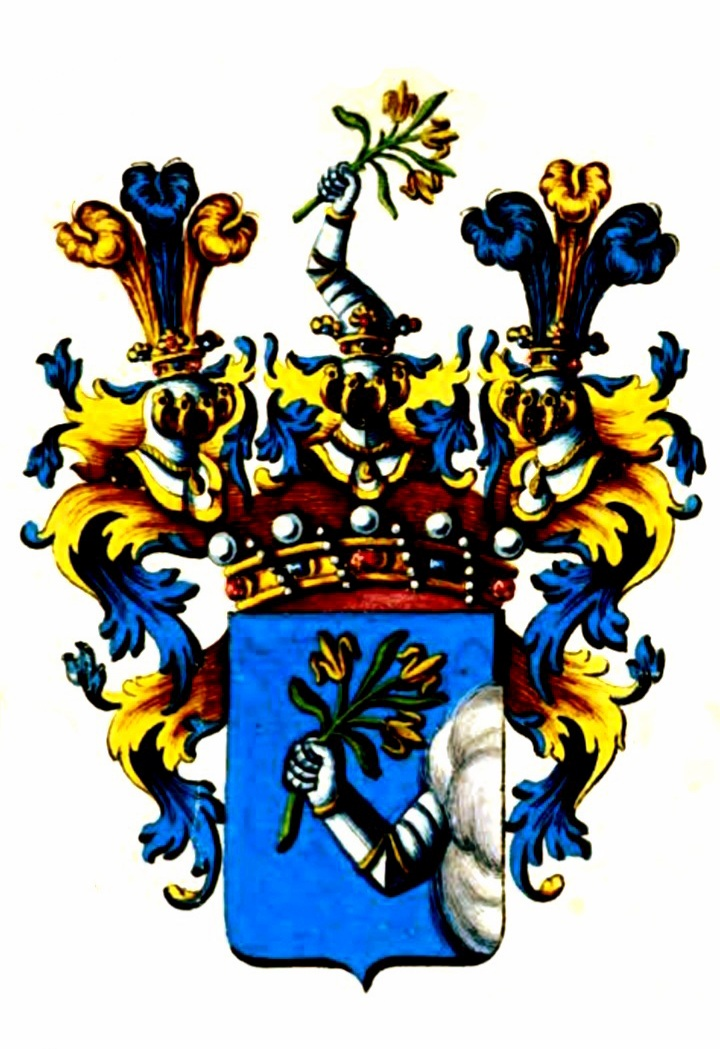
Freiherrliches Wappen 1818

## Besitz (Auszug)

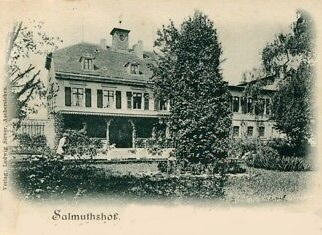
Salmuthshof 1900

Freigut zu Großkühnau (um 1655), Salmuthshof in Giersleben, Lehmannsche Güter in Güsten (um 1792), Stammersches Gut in Westdorf (ab 1813), Kleinbadegast (um 1864), Gut Wettschütz/Wietszyce (um 1870)

## Ahnenlisten (Auszüge)
Direkte Vorfahren der Freiherren von Salmuth aus der Patrizierfamilie Müller (Aschersleben)
- Gottfried Müller (1577–1654), 1641 Mitglied der Fruchtbringenden Gesellschaft, Kanzler des Fürstenhauses Gesamt-Anhalt zu Dessau, 1652 belehnt; ⚭ Aschersleben 20. Mai 1610 Catharina Curdes aus Stendal († 26. August 1673 Dessau)[8]
  - Catharina Müller (* um 1613; † 1701 Dessau); ⚭ Dessau 1631 Hofrat Brunner, ⚭ (2) ebd. 1640 Gymnasial-Rektor Markus Friedrich Wendelin
  - (?) Margarethe Müller; ⚭ Dessau ca. 1639 Friedrich Christian Salmuth[9]
  - Anna Magdalena Müller (* 1616 Dessau; † 1657 ebd.); ⚭ ebd. 30. September 1651 Wigand Salmuth[10]
  - Emerentia Adriana Müller (1620–1693); ⚭ Dessau 1646 Hieronymus Gottfried von Bergen, Bürgermeister zu Dessau
  - Johann Gottfried Müller (1625–1671), Doktor juris in Dessau, ledig
  - Andreas Müller (* 11. Januar 1623 Dessau; † 18. August 1694 Köthen) Hofgericht der Generalstaaten in Holland; ab 1650 Köthen, 1656 Hofrat der Steuer-Direktion; ⚭ 1653 Magdalena Regina Claepin
    - Catharina Magdalena Müller; ⚭ Johann Christian Böhmer/Behmer, Arzt zu Köthen

Stammliste (Auszüge) nach Heinrich Beringer gen. Salmuth (1522–1576)

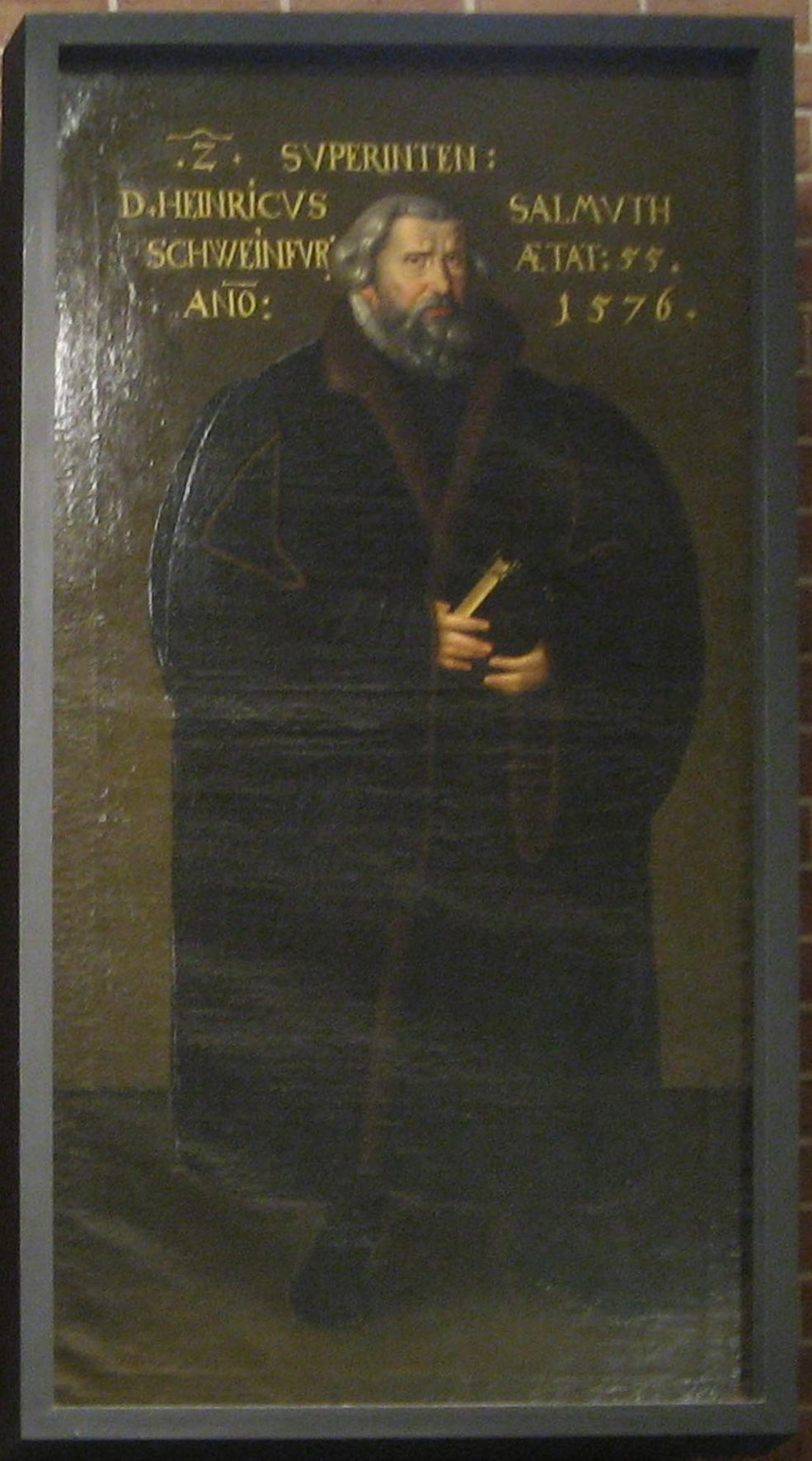
Heinrich Salmuth (1522–1576), Gemälde 1614

Sebastian Salmuth († 1554), Gesandter, Ratsherr und Bürgermeister der Reichsstadt Schweinfurt, Stiefvater des Heinrich Beringer gen. Salmuth
- Heinrich Beringer gen. Salmuth (1522–1576); ⚭ Elisabeth Pfeffinger
  - Johann Salmuth (* 1552 Leipzig; † 1622 Amberg), Kalvinist, Kirchenrat; ⚭ 1576 Martha Harder († 1630), Tochter des Leipziger Theologen Wolfgang Harder
    - Theodor Salmuth (* 7. Februar 1588 in Dresden; † 1634 in Hersbruck), ab 1614 kurfürstlicher Kirchenverwalter in Nabburg; ⚭ ebd. um 1615 Barbara Dichel († an Pest 1635 Hersbruck)
      - Anna Elisabeth Salmuth (1626–1671); ⚭ Wilhelm Blommart (1623–1686)

    - Friedrich Salmuth (* 7. Februar 1592 Dresden; † 14. Dezember 1625 Emden), reformierter Theologe, 8. Juni 1608 immatrikuliert Heidelberg[11]
    - Martha Claudia Salmuth (lebt um 1620 in Tirschenreuth); ⚭ Amtsschreiber David Preislinger
    - Christian Salmuth (* 1589 in Dresden; † nach 1635 in Köthen); 1604 Jura Universität Heidelberg, Altdorf und Herborn, dann Stadtschreiber und Stadtrichter in Tirschenreuth, später in Köthen; ⚭ Amberg 1615 Maria Geisel aus Tirschenreuth
    - Wolfgang Heinrich Salmuth (* um 1589 Meißen; † 6. April 1654 Wöhrd)[12] 8. Juni 1608 immatrikuliert an der Universität Heidelberg als Dresdensis, Sekretär bei der fränkischen Ritterschaft
      - Johann Laurenz Salmuth (* um 1619 Nabburg; † 1693 Nürnberg)
      - (?) Johann Paul Salmuth (* um 1615; † 11. August 1689) kurpfälzischer Leutnant, zeitweise Kommandant der Veste Otzberg[13]; ⚭ Anna Catharina Ketterlin, diese ⚭ (2) Lampertheim 25. März 1693 Antonius Wentz, Schuldiener ebd.[14]
      - Wolfgang Christoph Salmuth (* vor 1630 Nürnberg; † nach 1674), kurpfälzischer Amtmann; ⚭ Anna Maria Blommart (urspr. niederländ. Familie; Nürnberg)
        - Sophia Salome von Salmuth (* Boxberg); ⚭ 1699 Dr. Arnold Rademacher, kurfürstlich brandenburgischer Rat[15]
        - Johann Cordt Salmuth, Militär (* vor 1660; † 28. August 1694 in Rinteln)
        - Georg Wilhelm (von) Salmuth (* 22. Februar 1666/vor 1674 Boxberg; † 1706), Militär, 1694 nobilitiert
        - Johann Paul Christian (von) Salmuth (* 10. Mai 1663 Boxberg; ⚔ gefallen Turin 7. September 1706), kurpfälzischer Oberst unter Leopold I. (Anhalt-Dessau), wurde Juli 1694 nobilitiert[3]; ⚭ Kaub 17. Februar 1693 Katharina Weysel von Dorheim (* 1667 Heidelberg; † 1703 Meisenheim)
          - (Johann) Georg Christoph von Salmuth († Heidelberg mit 16 Jahren) Ahnenprobe um 1700
          - Friedrich Wilhelm von Salmuth, preuß. Generalmajor, unverheiratet (* 1693 in Zweibrücken; † 1763 in Wesel)
          - Maria Concordia von Salmuth (* 1702); ⚭ Emil Casimir Frhr. Wernigk von St. Ingbrecht, pfalz-zweibrückenscher Regierungsrat (* 2. Februar 1684 Meisenheim; † 1732 Zweibrücken)

  - Georg Salmuth (* 18. März 1554 Leipzig; † 8. April 1604 Zerbst), promovierte in Montpellier, Arzt in Padua, Professor für Anatomie und Chirurgie, kursächsischer Leibarzt, Stadtphysicus
  - Heinrich II. Salmuth (* 1559 Leipzig; † 1634 Amberg), Jurist, Übersetzer und Amberger Stadtsyndikus[16]

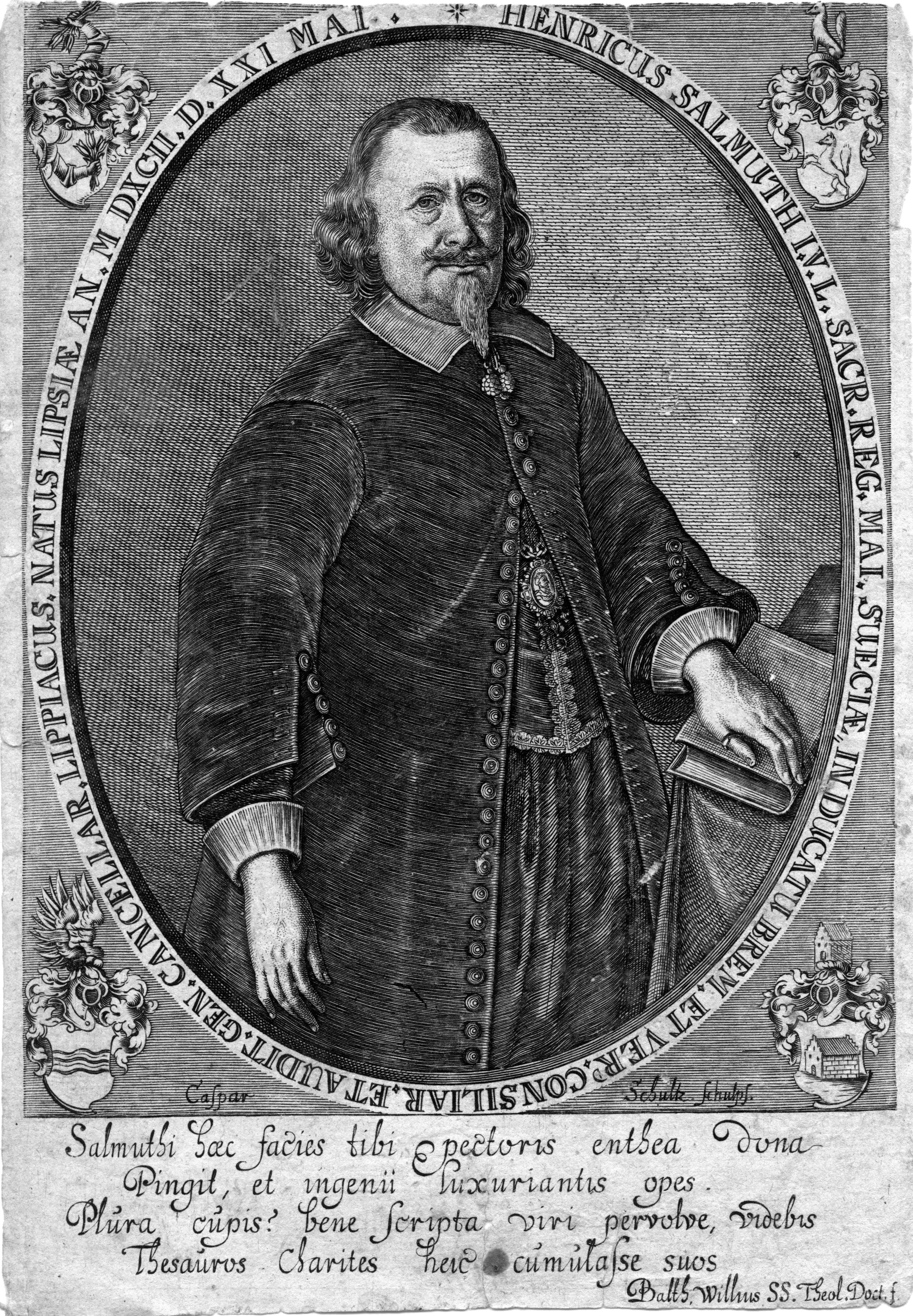
Heinrich Salmuth (1592–1660). Gräflich-Lippischer Kanzler

    - Heinrich Salmuth (1592–1660). Gräflich-Lippischer Kanzler Heinrich III. Salmuth (* 21. Mai 1592 Detmold; † 28. September 1660 Stade). Schwedischer Rat und Generalauditor der schwedischen Herzogtümer Bremen und Verden ab Juli 1647, sowie Gräflich-Lippischer Kanzler[17]
    - Friedrich Christian Salmuth († 1672 Dessau), studierte 1618 an der Universität Altdorf, war ab 1626 Stadtschreiber in Raguhn und ab 1637 in Dessau. Später Ratskämmerer ebd., 1639 Bürgerrecht Dessau, Haus Nr. 493 (Fürstenstraße 1, heute Wallstraße 28), 1646 Privileg für Gnadenbier ebd.; ⚭ ca. 1639 Margarethe Müller 

  - Paul Salmuth († 1636 an Pest), Jurist[18]
    - Heinrich Christoph Salmuth († an Pest 26. Dezember 1636 Altenburg), emigrierte nach Anhalt, Pfarrer zu Altenburg bei Bernburg[19]

  - Philipp Salmuth (* Leipzig; † September 1626 an Pest),[20] lebte ab 1600 als Arzt (und Philosoph) in Dessau und Zerbst, Leibmedikus des Fürsten von Anhalt; ⚭ (1) Dessau 1606 Margarethe Becker, Tochter des Hauptmanns und Jägermeisters von Wörlitz, Christoph Becker[21], mehrere bis zum/am 2. September 1626 an Pest verstorbene Kinder.
  - Elisabeth Salmuth (* 14. August 1551 in Leipzig; † 19. Juni 1601 in Leipzig); ⚭ Leipzig 15. Oktober 1569 Balthasar Sartorius[22]
  - Samuel Salmuth (* um 1570 Leipzig; † August 1625 in Oberviechtach), einer der ersten Schüler im Gymnasium illustre zu Zerbst, Theologe
    - Ambrosius Christoph Salmuth (* 31. Oktober 1616 Tirschenreuth; † Dohndorf), emigrierte nach Anhalt
    - Paul Christoph Salmuth († an der Pest August 1636 Köthen), emigrierte nach Anhalt, Pfarrer in Dohndorf; ⚭ Anna Maria Pöllner
      - Maria Magdalene Salmuth (* 1634; † 1635 Dohndorf)
      - Christoph Salmuth († 13. August 1636 Dohndorf)

  - Joachim Beringer gen. Salmuth (* um 1572 Leipzig; † April 1636 in Mansfeld), Theologe, Pfarrer in Weiden, Hirschau, Schackstedt und Sandersleben; ⚭ Amberg 1611 Margarethe Limmer aus Kirchenthumbach, Enkelin des Konrad Limmer, evangelischer Abt des Klosters Heilsbronn
    - Wigand Salmuth (* 29. Mai 1617 Hirschau; † 7. April 1678 Dessau)[23], in Emden von 40 Pastoren examiniert, am 23. September 1648 ordiniert zum schwed. Feldprediger des Generals Douglas, dann reformierter Archidiakon in Dessau, übernahm 1663 das Haus Nr. 493 (heute Wallstraße 28) ebd. von seinem Cousin Friedrich Christian Salmuth[24]; ⚭ Dessau 30. September 1651[25] Anna Magdalena Müller (* 1616 Dessau; † 1657 ebd.)
      - Gottfried Heinrich Beringer gen. Salmuth (* 7. September 1653 Dessau; † 18. September 1713 Jessnitz), verkauft 1702 das Haus Nr. 493; ⚭ Dessau 28. August 1677 Johanna Sophie Coeler/Colerus/Cöler (* 5. April 1657 Harzgerode; † 12. Januar 1726 Scheuder)
        - Johann Heinrich Salmuth (* 1678 Jessnitz), ab 1695 Medizin-Studium in Wittenberg († 1701 ebd.)
        - Karl Wilhelm Salmuth (* 1683 Jessnitz; † 1720 Reupzig/Köthen); ⚭ 1716 Magdalene Auguste Hofmeyer
        - Christian Erhard Salmuth (* 16. Mai 1685 Jessnitz; † 9. März 1769 Köthen) Stadtphysicus, Hofrat und Leibarzt, ⚭ Köthen 23. Februar 1719 Johanna Eleonore Behmer/Böhmer (* 1. Mai 1684 Köthen; † 1733 ebd.)[26]
          - Sophie Charlotte Salmuth (* 15. November 1720 Köthen; † 1795 Berlin); ⚭ 1737 Köthen Johann Christian Friedel († 1767) preuß. Hof- und Kammergerichtsrat, Domherr zu Berlin. Urgroßeltern des Albrecht von Roon[27]
          - Johann Ludwig Salmuth (* 1722 Köthen; † 1807 ebd.) Hofrat, Arzt

        - Johanna Magdalena Salmuth; ⚭ David Böhmer/Behmer, Schulrektor in Bernburg[28]
        - Friedrich Albert Salmuth (* 1693 Jessnitz; † 1767 Raguhn); ⚭ 16. Oktober 1725 Anna Katharina Lutze
        - Ludwig Gustav Beringer gen. Salmuth (* 29. März 1690 Jessnitz; † 27. September 1759 Güsten) Bürgermeister von Güsten; ⚭ Güsten 19. November 1724 Johanna Eva Dorothea Lehmann (* 28. September 1703 Güsten; † 1767 ebd., Schwester des Johann Georg von Lehmann)[29]
          - Friedrich Gustav Salmuth (* 7. August 1732 Güsten; † 1772 ebd.) ab 1765 Pfarrer in Güsten, kinderlos, letzter Theologe der Familie
          - Johann Heinrich Rudolf (* 17. August 1734 Güsten) Husar; † in holländischer Gefangenschaft
          - Gustav Salmuth (* 23. Juli 1739 Güsten)
          - Karl Lebrecht Salmuth (* 1737 Güsten)[30]
          - Charlotte Johanna Salmuth (* 7. September 1738 Güsten; † 1791); ⚭ Güsten 1763 Amtsrat N.N. (Christoph Lebrecht ?) Baentsch (* 14. April 1723; † Ostern 1795)
            - Karl Heinrich Baentsch[31]
            - Ludwig Gustav Baentsch (Vater Justizbeamter/Amtsrat in Güsten)[32] (* 4. Jan. 1774 in Güsten; † 23. Aug. 1830 Köthen) 1816 Regierungsrat der Landesregierung in Köthen bis 1830, kinderlos[33]

          - Johann Christian Ludwig Beringer gen. Salmuth (* 1. Dezember 1730 Güsten; † 5. November 1809 Köthen) Geh. Kabinettsrat in Köthen[34] mit Ludwig Gustav Baentsch, Aktuar des Amts Warmsdorf, Mitglied der Gelehrten-Gesellschaft zu Frankf.a.d.Oder; ⚭ Giersleben 23. Oktober 1760 Sophie Louise Braunbehrens (* 5. April 1739 Opperode; † 28. Juni 1771 Köthen), Tochter des Johann Andreas Braunbehrens (* 3. Dezember 1702 Quedlinburg; † 14. September 1782 Giersleben) und der Marie Elisabeth Sophie Wagner, und Tante des Anton von Braunbehrens[35]

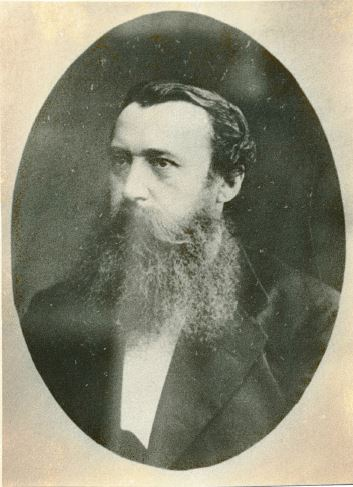
Gustav v. Salmuth (* 1832)

            - Gustav v. Salmuth (* 1832) Johann Vollrath Ludwig von Salmuth (* 5. August 1761 Güsten; † 3. August 1827 Bad Teplitz, Mecklenburg), Freiherr 23. April 1818, Gutsbesitzer bei Güsten 1833, herzoglich anhalt-bernburg. Regierungspräsident; ⚭ Ermsleben 18. Mai 1790 Albertine Friederike Sander (* 14. Mai 1764 Osmarsleben; † April 1814)
              - Julie von Salmuth (* 14. November 1798); ⚭ 29. Mai 1836 Theodor Freiherr von Puttkamer auf Zartenthin, Schminz und Hermannsthal
              - Eduard von Salmuth († 20. Januar 1853) Regierungsrat zu Stettin, Ritter des Johanniter-Ordens; ⚭ 1831 Georgine Natalie Freiin von Puttkamer auf Zartenthin (* 1805)
              - Gustav von Salmuth (* 7. November 1804 Bernburg; † 17. März 1845 ebd.) herzogl. anhalt-bernburgischer Regierungsrat; ⚭ 1831 Luise Madlung[36]
                - Freiherr Gustav von Salmuth (* 11. Juli 1832 in Bernburg; † 24. Dezember 1875 in Meisenheim)

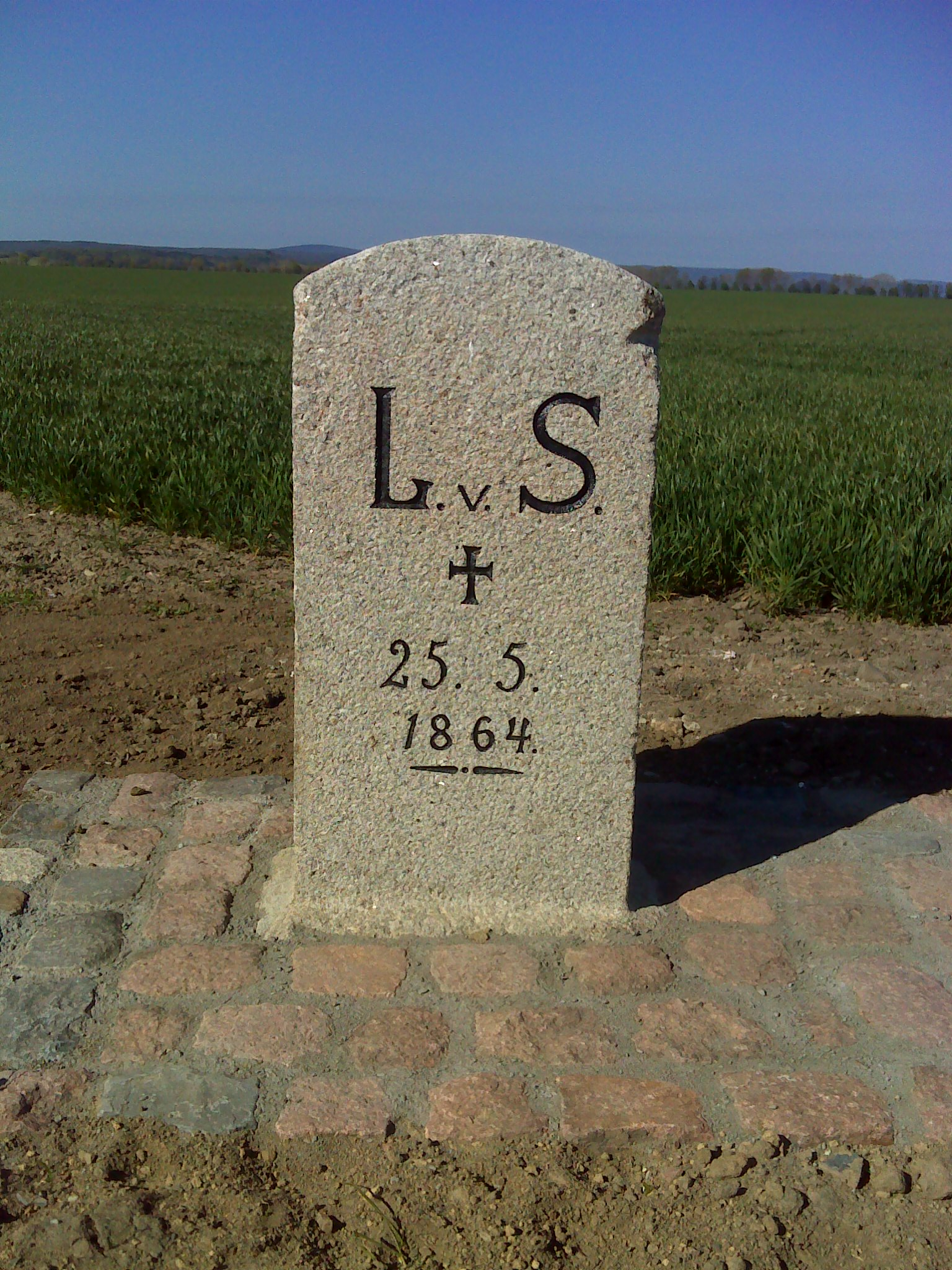
Wegstein f. Ludwig v. Salmuth, († 1863)

                - Wegstein f. Ludwig v. Salmuth, († 1863) Richard von Salmuth (* 1. April 1837 Bernburg; † 1902 Naumburg) Besitzer Rittergut Wettschütz/Wietszyce bei Glogau; ⚭ (1) Schmellwitz 1862 Marie Diedrichs, ⚭ (2) 1875 Luise Weltner (* 24. Juli 1853 Römnitz)

              - Friedrich Wilhelm Ludwig Freiherr von Salmuth (* 22. April 1791 Köthen; † 25. Mai 1863 Ballenstedt), Gedenkstein 25. Mai 1864; ⚭ (1) Emilie von Seelhorst (* 15. Juli 1798 Plön; † 10. November 1826 Ballenstedt); ⚭ (2) Eugenie von Villiers (* 17. November 1806 Nimes/Nimy (Belgien); † 26. Januar 1881 Ballenstedt)
                - Ludwig von Salmuth (* 1. August 1821 in Ballenstedt; † 23. Januar 1903 in Charlottenburg), preußischer General der Kavallerie; ⚭ 1848 Bernhardine von Bredow (1825–1900), Schriftstellerin
                  - Richard Freiherr von Salmuth (* 30. Mai 1851), preuß. Leutnant Garde-Rgt. zu Fuß 1873
                  - Hans Nikolaus Wilhelm Bernhard Arthur von Salmuth (* 15. August 1855 Lentzke; † 1932 Karlsruhe), preuß. Oberst; ⚭ 1890 Clara Colsman
                  - Arthur von Salmuth (1861–1937), Polizeipräsident
                    - Hans-Joachim Hermann Freiherr von Salmuth (* 2. Juli 1891 Hannover); ⚭ Breslau 1920 Gisela Schwarz
                    - Curt von Salmuth (1895–1981), Industrieller
                      - Sigismund von Salmuth (* 20. August 1928; † 4. August 2018)
                      - Wigand von Salmuth (1931–2006), Industrieller, ⚭ Ingrid geb. von Mengersen (1932–2002)
                        - Kai Wigand von Salmuth (* 1958)
                        - Alexander von Salmuth (* 1959)
                        - Felicitas von Salmuth (* 1964)
                        - Johannes von Salmuth (* 1966), Familienunternehmer

                - Emilie von Salmuth (* 1822); ⚭ herzogl.-anhalt. Geh. Regierungsrat Steinkopff zu Dessau
                  - Marie Steinkopff

                - Adolf von Salmuth (* 23. Oktober 1826 Ballenstedt) Rittergutsbesitzer Kleinbadegast; ⚭ 1864 Luise von Niederstetter (* 1. Dezember 1831 Warschau)
                  - Otto von Salmuth (* 10. Februar 1868 in Ballenstedt)
                  - Julius Wolfgang von Salmuth (* 23. März 1870 in Ballenstedt) preuß. Generalmajor; ⚭ Rothenburg o. d. T. 1864 Anna Gräfin zu Sayn-Wittgenstein-Berleburg (* 13. Juni 1875 Dobritschau), 5 Töchter

                - Ida von Salmuth (* 1. April 1830); ⚭ Allwill von Schweinitz, herzogl. anhalt. Major a. D.
                - Alexander von Salmuth (* 30. Juni 1836; † 28. Februar 1898 Magdeburg); ⚭ Dessau 1869 Marie Steinkopff (* 26. Februar 1843 Bernburg; † 16. Februar 1917 Ballenstedt)
                  - Elisabeth von Salmuth (* 1870 Dessau), Oberin des Augustenstifts in Köthen
                  - Frida von Salmuth (* 1875 Morbach; † 1920 Ff. a.M.); ⚭ Ballenstedt 1913 Karl Oxé, Kapitän zur See a. D.
                  - Rudolf Alexander von Salmuth (* 6. Mai 1876 Minden/Westf.), sächs. Assessor

                - Julius von Salmuth (* 6. September 1847 Ballenstedt) preuß. Generalleutnant; ⚭ Arnsberg 1891 Hedwig Geißler (* 28. Juni 1866 Trier)
                  - Julius Eugen Theodor (* 1898 Straßburg; ⚔ gefallen 5. Juli 1916 Thiepval) Leutnant im Gardefüsilier-Regiment

            - Johann Christian Heinrich Salmuth, auch Johann Georg bzw. Johann Carl Heinrich Salmuth[34] (* 5. April 1762 Güsten; † 27. Mai 1825 ebd.) Arzt[37] Physicus der Grafschaft Warmsdorf, Kammerrat und Abgeordneter[38] der Ständeversammlung Köthen; ⚭ Ernestine Elisabeth Wagner
              - Johann Heinrich Ludwig Salmuth (* 19. Januar 1787 Güsten; † 11. September 1866 ebd.); ⚭ Johanne Wilhelmine Braunbehrens (* 1787 Giersleben; † 1860 Güsten)
                - Johann Adam Carl Heinrich Salmuth (* 24. Juli 1816 Westdorf; 11. Juni 1873 Giersleben); ⚭ Agnes Sophie Dorothea von Braunbehrens, Tochter des Anton von Braunbehrens
                  - Johann Heinrich Carl Anton Ludwig Salmuth (* 9. Mai 1846 Westdorf; † 29. August 1921 Salmuthshof)
                  - Friedrich Ernst Werner Anton von Salmuth (* 31. Mai 1853 Westdorf; † 31. Oktober 1926 Braunschweig) Oberstleutnant, preußisch nobilitiert 3. Januar 1894; ⚭ Helene Hörstel
                    - Anton Wilhelm Ludwig Hermann Freiherr von Salmuth (* 29. März 1886 Braunschweig; † 1924)
                    - Hans Eberhard Kurt Freiherr von Salmuth (* 29. November 1888 Metz; † 1. Januar 1962 Heidelberg) Generaloberst
                    - Joachim Freiherr von Salmuth (* 12. April 1894 Braunschweig; † 1976 ebd.)

              - Johann Friedrich Anton Salmuth (* 10. Dezember 1794 Güsten; † 1851)

            - Johann Friedrich Karl Salmuth (* 23. Mai 1767 Köthen; † 30. September 1767 ebd.)